# Relationer mellan Italien och Uruguay
Relationer mellan Italien och Uruguay är förhållandet mellan Italien och Uruguay. Båda staterna upprättade diplomatiska förbindelser 1861. Italien har en ambassad i Montevideo och 4 konsulat (i Colonia, Maldonado, Melo och Paysandú). Uruguay har en ambassad i Rom, ett generalkonsulat i Milano och 4 andra konsulat (i Bologna, Genoa, Livorno och Venedig).
Båda är med i Latinska unionen. Cirka 1 500 000 personer av italienskt ursprung bor i Uruguay.